# The Orioles
The Orioles, ou Sonny Til & The Orioles, est un groupe vocal de rhythm and blues américain des années 1950. Leurs harmonies à quatre voix font d'eux l'un des groupes inventeurs du style Doo-wop. Leur titre le plus connu est Crying in the Chapel.

## Biographie
Sonny Til, originaire de Baltimore, est enrôlé dans l'armée durant la Seconde Guerre mondiale, où il chante pour le USO. À son retour, il gagne le 1er prix  dans un concours de jeune talents. Là, il rencontre trois autres participants avec qui il fonde, en 1946, un groupe vocal dans le genre des Ravens, baptisé The Vibranaires. Bientôt, ils sont managés par Deborah Chessler, une autrice-compositrice en herbe de seulement 18 ans. Elle sera également leur mentor et la tourneuse du groupe. En 1948, ils auditionnent pour le radio-crochet d'Arthur Godfrey. Ils terminent second, derrière le pianiste George Shearing, mais Godfrey les invite tout de même dans une émission plus populaire.
Chessler fait écouter leurs démos à Jerry Blain de Jubilee Records, qui les engage dans le sous-label It's A Natural. Blain les rebaptise The Orioles, d'après le nom d'un oiseau (le loriot en français) emblème du Maryland. Ils sortent en 1948 le titre It's To Soon To Know, écrit par Chessler. Classé no 1 dans le palmarès Rhythm & blues, il est le premier disque noir à entrer dans le Top 15 des classements tous publics américains. Le morceau sera repris par The Ravens, Ella Fitzgerald, Dinah Washington, Johnny Otis, Etta James, Roy Orbison, etc. Pat Boone obtient même un no 5 pop avec ce titre. Puis ils sortent en 1949 et 1950 plusieurs hits R&B comme (It's Gonna Be) A Lonely Christmas, Tell Me So ou Forgive and Forget, publiés par Jubilee.
The Orioles établissent une formule, par la suite très imitée, qui met en avant la voix forte de ténor romantique de Sonny Til, soutenue par celle du baryton George Nelson plutôt que par la basse de Johnny Reed, Alexander Sharp chantant le contrepoint avec sa voix de fausset. L'accompagnement instrumental se fait très discret. Leur répertoire est essentiellement composé de ballades, avec une légère influence gospel. En février 1950, ils sont le premier groupe de R&B à enregistrer avec un orchestre de cordes. Au faîte de leur gloire, les Orioles tournent beaucoup et apparaissent dans des shows télévisés tels que The Star Night Show avec Perry Como.
En novembre 1950, de retour d'un concert dans le Massachusetts, un accident de voiture, où Tommy Gaither trouve la mort, marque un tournant dans leur carrière. Ils ne retournent pas en studio avant septembre 1951, enregistrant une version doo-wop de Baby, Please Don't Go du bluesmen Big Joe Williams, qui inspirera Please, Please, Please à James Brown. Durant cette période, Til grave quelques disques en solo ou en duo avec Edna McGriff. Georges Nelson, également blessé dans l'accident, ne tarde pas à quitter le groupe, remplacé par Gregory Caroll. Les Orioles peinent à retrouver le chemin du succès jusqu'en 1953, où ils sortent leur plus gros tube, Crying in the Chapel, la reprise d'un morceau country. La chanson se classe no 11 des charts pop et suscitera de nombreuses reprises, dont celle d'Elvis Presley. Ils obtiennent un dernier succès en 1958 avec In the Mission of St. Augustine d'inspiration gospel. Le groupe se sépare en  1955. Alexander Sharp et Johnny Reed rejoignent les Ink Spots.
Sonny Til poursuit seul The Orioles, avec de nouveaux membres recrutés chez The Regals. En 1956, ils signent chez Vee-Jay. Leurs disques, pourtant plus modernes et orientés pop, ne se vendent plus. Dans les années 1960, la mode du doo-wop étant terminée, il doit se contenter de tourner dans le circuit nostalgie. Au fil des années, il forme de nouvelles moutures des Orioles, avec lesquelles il persévère jusqu'en 1981, où il décède d'une crise cardiaque.
Les Orioles entrent au Rock and Roll Hall of Fame en 1995. Johnny Reed, le seul membre encore vivant, y reçoit un trophée des mains de Deborah Chessler.

## Principaux membres du groupe
- Sonny Til (Earlington Carl Tilghman, 8 août 1925-9 décembre 1981), chanteur soliste et second ténor
- Alexander Sharp (1919-1970), premier ténor (falsetto)
- George Nelson (1925-1959), baryton, parfois chanteur soliste
- Johnny Reed (John T. Reed, 16 août 1923-18 juin 2005), baryton et basse, parfois à la contrebasse
- Tommy Gaither (1919-5 novembre 1950), guitariste et second ténor
- Ralph Williams, guitariste
- Charlie Harris
- Gregory Caroll